# Stiria mouris
Stiria mouris là một loài bướm đêm trong họ Noctuidae.